# Milo al II-lea de Montlhéry
Milo al II-lea (d. 1118) a fost senior de Braye și de Montlhéry, precum și viconte de Troyes.
Milo a fost fiul seniorului Milo I cel Mare cu Lithuisia de Blois și fratele mai mic al lui Guy al II-lea de Montlhéry.
Inițial, el a deținyut senioria asupra Braye, în regiunea Champagne. În 1105, el a atacat castelul fratelui său din Montlhéry, unde locuia verișoara sa Luciana de Rochefort, pe atunci logodnică a regelui Ludovic al VI-lea al Franței. Milo a împresurat castelul, însă nu a reușit să captureze donjonul. Regele Franței a sosit imediat și a reușit despresurarea, iar Milo a fost obligat să se retragă.
La moartea fratelui său, atât Milo cât și vărul său Hugo de Crecy și-au afirmat drepturile asupra senioriei. Ludovic al VI-lea a acordat-o lui Milo, care în 1113 s-a răsculat împotriva seniorului său, Theobald al IV-lea de Blois. În 1118, Hugo și-a luat revanșsa față de pierderea drepturilor asupra Montlhéry, provocând asasinarea lui Milo; apoi, Ludovic al VI-lea a transformat Montlhéry în parte a domeniului Coroanei Franței.